# Université de Namibie
L'université de Namibie (University of Namibia) est une université publique namibienne créée en 1992, basée à Windhoek, Namibie. C'est à la fois le plus gros, le plus ancien et le plus prestigieux établissement universitaire du pays.

## Domaines d'études
La première formation en médecine du pays a ouvert en 2010 à l'université de Namibie, alors que l'État envoyait jusque-là des étudiants dans de coûteuses universités étrangères, notamment en Afrique du Sud.

## Personnalités liées à l'université

### Étudiants
- Monica Geingos, femme d'affaires namibienne, et first lady
- Emma Theofelus, femme politique et ministre namibienne